# ناينيكا (نيويورك)
ناينيكا (بالإنجليزية: Niskayuna, New York) هي بلدة أمريكية تقع في الولايات المتحدة في مقاطعة شينيكتادي، نيويورك. يقدر عدد سكانها بـ 21,781 نسمة ومساحتها 39.0 كم2 وترتفع عن سطح البحر 123 متر.

## أعلام
- مالكوم ترافيس
- أندريه ديفيس
- كولن ستيفنز
- براين تشيسكي
- ألان هاي